# 1986 en bande dessinée
| Années de la bande dessinée : 1983 - 1984 - 1985 - 1986 - 1987 - 1988 - 1989    |
| Décennies de la bande dessinée : 1950 - 1960 - 1970 - 1980 - 1990 - 2000 - 2010 |

Cet article présente les faits marquants de l'année 1986 en bande dessinée.

## Événements
- 24 au 26 janvier : 13e Festival international de la bande dessinée d'Angoulême : Festival d'Angoulême 1986.
- mars : Aux États-Unis, sortie de Batman: The Dark Knight Returns #1 (/4) (Frank Miller revisite le mythe de Batman), chez DC Comics
- juin : Sortie de Superman : Man of Steel #1 (/6) (John Byrne modernise l'univers de Superman), chez DC Comics
- juillet : Sortie de Dark Horse Presents #1 (anthologie noir & blanc, première parution de Dark Horse), chez Dark Horse Comics
- Sortie de Maus (première bande dessinée à gagner le Prix Pulitzer), chez Pantheon Books
- Fin de Pilote mensuel : il fusionne avec Charlie mensuel et le journal prend donc le nom Pilote & Charlie.

## Nouveaux albums
Voir aussi : Albums de bande dessinée sortis en 1986

### Franco-belge
| Sortie   | Titre                                                          | Scénariste          | Dessinateur          | Coloriste           | Éditeur               |
| -------- | -------------------------------------------------------------- | ------------------- | -------------------- | ------------------- | --------------------- |
| janvier  | Pacush Blues, t. 5 : Bidon cinq : Destin farceur - Decrescendo | Ptiluc              |                      |                     | Vents d'Ouest         |
| janvier  | La Toile et la Dague, t. 1 : La Mort sur le bûcher             | Jean Dufaux         | Édouard Aidans       |                     | Dargaud               |
| janvier  | Le Templier de Notre-Dame, t. 1 : L'Envoûtement                | Christian Piscaglia | Willy Harold Vassaux | Bernadette Delwiche | Dargaud               |
| avril    | Solange, t. 1 : Solange                                        | Marco Tomasi        | Cinzia Ghigliano     | Cinzia Ghigliano    | Casterman             |
| mai      | Rona, t. 3 : Rona et l'archipel du Poulo-Melong                | Malo Louarn         | Malo Louarn          |                     | Éditions Ouest-France |
| juin     | Vic Voyage, t. 4 : Pacifique Sud 2 - Le Mystère des atolls     | Sergio Macedo       | Sergio Macedo        | Sergio Macedo       | Aedena                |
| novembre | Le Destin de Sarah, t. 1 : Dans la gueule du look              | Marc Hernu          | Marc Hernu           | Marc Hernu          | Glénat                |
| ?        | à compléter                                                    |                     |                      |                     |                       |

### Comics
| Sortie                        | Titre                           | Scénariste   | Dessinateur  | Coloriste    | Éditeur   |
| ----------------------------- | ------------------------------- | ------------ | ------------ | ------------ | --------- |
| février-août                  | Batman: The Dark Knight Returns | Frank Miller | Frank Miller | Lynn Varley  | DC Comics |
| septembre 1986 – octobre 1987 | Watchmen                        | Alan Moore   | Dave Gibbons | John Higgins | DC Comics |

### Mangas
| Sortie | Titre       | Scénariste | Dessinateur | Coloriste | Éditeur |
| ------ | ----------- | ---------- | ----------- | --------- | ------- |
| ?      | à compléter |            |             |           |         |
| ?      | …           |            |             |           |         |

## Décès
- 28 janvier : Allen Saunders, scénariste de comics
- 15 mai : Virginia Krausmann, autrice de comic strips
- 22 juillet : Floyd Gottfredson, auteur de comics
- 10 octobre : Frank O'Neal, auteur de comics
- 23 novembre : Norman Maurer, auteur de comics
- 24 novembre : Al Smith auteur de comic strips
- 24 décembre : Gardner Fox, scénariste de comics